# QuizKnock STADIUM
『QuizKnock STADIUM』(クイズノック　スタジアム)とは、コナミアミューズメントにより発売されたアーケード用のクイズゲームである。2022年3月10日より稼働を開始した。

## 概要
QuizKnockが制作協力している早押しクイズゲームである。早押しボタンとタッチパネルモニターを搭載しており、ネットワーク対戦が可能となっている。問題の読み上げには、『ReadSpeaker』のAI音声合成による伊沢拓司の声を元にした合成音声が採用されているほか、モードによってはQuizKnockのメンバーやゲストがMCとして進行、対戦に参加することが特徴である。
基本的な仕様としては同社が販売している『クイズマジックアカデミー』（以下QMA）よりも、かつてセガが販売していた『ネットワーク対戦クイズ Answer×Answer』に類似しているが、最大99人参加可能なモードなども存在する。問題制作・協力にはQuizKnockのほか、QMAの問題制作も手がけているセブンデイズウォー、学生クイズ大会「abc」「EQIDEN」の実行委員会も参加している。
2022年8月30日からBEMANIシリーズとのコラボ「押し勝て！BEMANI イントロ STADIUM」が開催され、第1弾は『beatmania IIDX』のイントロクイズが9月25日まで行われ、第2弾は『SOUND VOLTEX』のイントロクイズが9月28日から10月24日まで、第3弾は『Dance Dance Revolution』のイントロクイズが11月1日から11月27日まで行われた。また、期間中はコラボイベント限定の段位の獲得や、第1弾と第2弾ではオリジナルアクリルスタンドプレゼント、第3弾では限定のオリジナルe-amusement passプレゼントキャンペーンなどが実施されていた。
コナステ版の『QuizKnock STADIUM』のクローズドベータテストが2022年10月7日から10月10日まで、オープンベータテストが10月11日から10月17日までそれぞれ実施され、11月9日より正式サービスとして開始した。また、コナステ版限定モードとして「フレンドマッチ」も実装された。

## ゲームの流れ
1. （所持していれば）e-amusement pass等のAmusement IC対応カードをかざし暗証番号を入力する。初回ならばアバター登録となる。
2. ノーマルプレーかプレミアムプレーを選択し[注 1]、料金を支払う。プレミアムプレーならば各種報酬が倍加する等の特典がある。
3. モードを選びプレーする。プレー前に一度だけカスタマイズに移動することが可能。
4. 入手オックを清算後、バトルギフトを受け取る。

早押しクイズの解答方法
ボタンを押して解答権を得た後、正解の1文字目の候補が下のタッチパネルに4文字出現し、1文字目が正しければ2文字目の候補が出現する。以下同様に正解まで文字を選択できれば正解となり、間違えた文字を押した場合はその時点で不正解となる。各文字には制限時間が設定されており、制限時間がなくなった時点で不正解として扱われる。これは『ネットワーク対戦クイズ Answer×Answer』と同様の解答形式である。
バトルギフト
カスタマイズアイテム、問題文カード（別途「カードコネクト」で印刷可能）、エール（ゲーム中に使用可能な花火）のいずれかをランダムで入手可能。料金を追加すれば追加獲得も可能となっている。
ウィークリーミッション
2022年7月4日から追加された。設定されたミッションをクリアすることで、限定アイテムや後述のサバイバルLIVEに優先入場できる「サバイバルLIVE優先権」などが獲得出来る。

## ゲームモード

### QuizKnock STADIUMリーグ
同リーグに所属する4人と対戦するモード。各人が選んだクイズ形式が4問ずつ、計16問が出題され、ゲーム内通貨のオックを一番稼いだ人が優勝。正解時は+100オック、不正解時は-100オックとなっており、1位時の正解ボーナスと不正解ペナルティは2倍となる。正解時は早押しした際の残り時間に応じたボーナスが加点される。また、自分が選んだクイズ形式のラウンドでは「クイズセレクター」となり、追加でボーナス/ペナルティが発生する。更に、各ラウンドの最終問題は基礎点が2倍となる。
リーグはこれまでの累計オックと平均順位で上昇していき、稼働開始時は一番下のブロンズからシルバー、ゴールドまでが用意されており、2022年6月29日のアップデート以降はプラチナが追加され、2023年5月29日のアップデート以降は最上位のマスターが追加された。さらに各リーグ内では位置の目安として10から1の数字が付与される。

### ドリームチャレンジ
画面に表示された特定の5分間のみ選択可能である最大99人参加可能なモード。10問出題され、不正解でライフが減少するほか、回答順が正解者の中で一番遅い場合には正解でもライフが減少する。最後までライフが残っていたプレーヤー達で10万オックを山分けする。稼働当初のクイズ形式は「早押しKnock」のみでの出題であったが、2022年11月17日以降は前半の5問が「早押しKnock」以外のクイズ形式でも出題されるようになった。

### サバイバルLIVE
MCとしてQuizKnockのメンバーやゲストが参加するモードで、9問目まではドリームチャレンジと同様のルールだが、最終問題ではMCも問題に参加し、MCより早く正解したプレーヤーだけがサバイバル成功となる。シーズンごとに行われるQuizKnock STADIUMリーグランキングに99位以内に入ったプレーヤーのみに付与される「マッチング優先権」か、ウィークリーミッションで獲得出来る「サバイバルLIVE優先権」を所持しているプレイヤーのみが参加可能となっている。基本的にはアーケード版限定のモードではあるが、コナステ版の正式サービス開始を記念して、2022年12月8日にアーケード版・コナステ版のどちらからでも参加可能な「スペシャルサバイバルLIVE」が実施された。

### サバイバル・レコード
2022年12月22日に追加された1人専用モードで、過去に行われたドリームチャレンジ及びサバイバルLIVEの開催時の問題セットに挑戦出来る。リアルタイム参加時の成績を始め、問題のジャンル、クイズ形式、正答率などの各種データも表示され、サバイバル・レコード終了時に正解数に応じたCランクからPランクまでのクリアランクやオック、サバイバルLIVEを選択した場合は担当MCの「サバイバルレコード記念カード」のデータ（別途「カードコネクト」で印刷可能）が獲得出来る。モード開始時点では、ドリームチャレンジは2022年12月20日以降の開催分、サバイバルLIVEはシーズンZEROからシーズン5までの開催分が選択可能となっており、今後順次追加される。

### 店内対戦
アーケード版限定のモード。同店舗のプレーヤーと対戦する。

### フレンドマッチ
コナステ版限定のモード。「あいことば」を共有することでフレンドと対戦が出来る。

## クイズ形式
早押しKnock
オーソドックスな早押し形式。
フラッシュKnock
問題文全文が一瞬だけ表示される。表示時間は0.5秒→1.5秒→3秒。
倍速Knock
問題文が1文字ずつ高速で表示され、読み上げの音声も速度に応じた読み上げ速度になる。速度は2.5倍→2倍→1.5倍。
NOひらがなKnock
問題文のひらがなが「＿」に置き換えられ、問題文のひらがなが表示されない。
モザイク画像Knock
徐々に鮮明になるモザイク画像から答える。
ダッシュ画像Knock
シャッターが左右に開かれ、隙間から見える画像から答える。通過回数は3回。
虫食いKnock
問題文が虫食いの状態で表示され、時間経過でランダムに埋まっていく。
逆再生Knock
問題文が文末から表示され、読み上げの音声も逆再生される。
4択Knock
期間限定で出現。徐々に表示される4択の選択肢を頼りに回答する。回答は通常通り4つの文字パネルを使用。
パネルKnock
期間限定で出現。表示される8つのパネルの中から正解を導き出す。
4ヒントKnock
期間限定で出現。順番に表示される4つのヒントをもとに正解を導き出す。4択Knockと同様、選択肢も徐々に表示されていく。
スポットライト画像Knock
期間限定で出現。丸い穴がランダムに動き、その隙間から見える画像から答える。